# ناغيت ذهبي أسترالي
ناغيت ذهبي أسترالي (ملاحظة 1) هي عملة ذهبية من عملات السبائك تصدرها أستراليا. أصدرت العملة لأول مرة سنة 1986.
تتألف سبيكة الناغيت الذهبي الأسترالي بمعظمها من الذهب بنسبة ألفية  0.9999 ‰.

الوجه الأمامي للناغيت الذهبي الأستراليالوجه الأمامي للناغيت الذهبي الأسترالي
الوجه الخلفي للناغيت الذهبي الأسترالي (يختلف حسب الإصدار)الوجه الخلفي للناغيت الذهبي الأسترالي (يختلف حسب الإصدار)